# AJPW All Asia Tag Team Championship
Le All Asia Tag Team Championship est un titre par équipe de catch professionnel dans la promotion All Japan Pro Wrestling (AJPW). Il a été créé le 16 novembre 1955 à la Japan Wrestling Association (JWA) lorsque King Kong Czaya & Tiger Jokinder ont battu Rikidōzan & Harold Sakata dans une finale de tournoi. Il est actuellement l'un des deux titres par équipe dans la AJPW, avec le World Tag Team Championship. Il est aussi le plus ancien titre actif au Japon. Il y a eu 121 règnes officiels et a été vacant à 33 reprises.

## Historique des règnes
| # | Catcheurs                                               | Règnes | Date              | Jours       | Défenses | Lieu                | Notes |
| --- | ------------------------------------------------------- | ------ | ----------------- | ----------- | -------- | ------------------- | --- |
| 1 | King Kong Czaya et Tiger Jokinder                       | 1      | 16 novembre 1955  | ——          | ——       | Tokyo, Japon        | Battent Rikidōzan & Harold Sakata dans un Two Out Of Three Falls finale de tournoi.                                      |
| Vacant a cause d'une séparation de l'équipe.                                                                                                |                                                         |        |                   |             |          |                     | |
| 2 | Dan Miller et Frank Valois                              | 1      | 2 juin 1960       | 5 jours     | 0        | Osaka, Japon        | Battent Rikidōzan & Michiaki Yoshimura.                                                                                  |
| 3 | Rikidōzan (2) et Toyonobori                             | 1      | 7 juin 1960       | 606 jours   | 12       | Nagoya, Japon       | |
| 4 | Luther Lindsay et Ricky Waldo                           | 1      | 3 février 1962    | 12 jours    | 0        | Tokyo, Japon        | |
| 5 | Rikidōzan (3) et Toyonobori (2)                         | 2      | 15 février 1962   | 116 jours   | 0        | Tokyo, Japon        | |
| 6 | Buddy Austin et Mike Sharpe                             | 1      | 4 juin 1962       | 27 jours    | 1        | Osaka, Japon        | |
| 7 | Rikidōzan (4) et Toyonobori (3)                         | 3      | 1er juillet 1962  | ~184 jours  | 2        | Toyonaka, Japon     | |
| Vacant en janvier 1963 en raison d'une blessure de Toyonobori.                                                                              |                                                         |        |                   |             |          |                     | |
| 8 | Rikidōzan (5) et Toyonobori (4)                         | 4      | 6 mai 1963        | 193 jours   | 6        | Sapporo, Japon      | Battent Fred Atkins & Killer Kowalski                                                                                    |
| Vacant le 15 décembre 1963, en raison de la mort de Rikidōzan le 8 décembre 1963.                                                           |                                                         |        |                   |             |          |                     | |
| 9 | Toyonobori (5) et Michiaki Yoshimura                    | 1      | 20 février 1964   | 55 jours    | 1        | Nagoya, Japon       | Battent Prince Curtis Iaukea & Don Manoukian                                                                             |
| 10 | Caripus Hurricane et Gene Kiniski                       | 1      | 14 mai 1964       | 15 jours    | 0        | Yokohama, Japon     | |
| 11 | Giant Baba et Toyonobori (6)                            | 1      | 29 mai 1964       | 378 jours   | 7        | Sapporo, Japon      | |
| 12 | The Destroyer et Billy Red Lyons                        | 1      | 3 juin 1965       | 42 jours    | 1        | Sapporo, Japon      | |
| 13 | Giant Baba (2) et Toyonobori (7)                        | 2      | 15 juillet 1965   | 74 jours    | 3        | Shizuoka, Japon     | |
| Vacant le 5 janvier 1966 en raison d'un congé de Toyonobori.                                                                                |                                                         |        |                   |             |          |                     | |
| 14 | Joe Carrolo et Killer Karl Kox                          | 1      | 26 mai 1966       | 2 jours     | 0        | Sendai, Japon       | Battent Giant Baba & Michiaki Yoshimura.                                                                                 |
| 15 | Hiro Matsuda et Michiaki Yoshimura (2)                  | 1      | 28 mai 1966       | 30 jours    | 1        | Sapporo, Japon      | |
| 16 | Eddie Graham et Killer Karl Kox (2)                     | 1      | 27 juillet 1966   | 4 jours     | 1        | Nagoya, Japon       | |
| 17 | Giant Baba(3) et Michiaki Yoshimura (3)                 | 1      | 1er juillet 1966  | 134 jours   | 4        | Hiroshima, Japon    | |
| Vacant le 5 novembre 1966, Giant Baba remporte le NWA International Tag Team Championship                                                   |                                                         |        |                   |             |          |                     | |
| 18 | Kintaro Ohki et Michiaki Yoshimura (4)                  | 1      | 3 décembre 1966   | ~120 jours  | 4        | Tokyo, Japon        | Battent Eddie Morea & Tarzan Zorro.                                                                                      |
| Vacant en avril 1967, en raison d'une blessure d'un accident de voiture de Ohki.                                                            |                                                         |        |                   |             |          |                     | |
| 19 | Antonio Inoki et Michiaki Yoshimura (5)                 | 1      | 26 mai 1967       | 158 jours   | 3        | Sapporo, Japon      | Battent Ike Eakins & Waldo Von Erich.                                                                                    |
| Vacant le 31 octobre 1967, Inoki remporte le NWA International Tag Team Championship                                                        |                                                         |        |                   |             |          |                     | |
| 20 | Kintaro Ohki (2) et Michiaki Yoshimura (6)              | 2      | 6 janvier 1968    | 84 jours    | 0        | Osaka, Japon        | Battent Bill Miller & Rick Hunter                                                                                        |
| 21 | Klondike Bill et Skull Murphy                           | 1      | 8 juillet 1968    | 22 jours    | 0        | Tokyo, Japon        | |
| 22 | Kintaro Ohki (3) & Michiaki Yoshimura (7)               | 3      | 30 juillet 1968   | 175 jours   | 4        | Sapporo, Japon      | |
| Vacant le 21 janvier 1969, en raison de Yoshimura part en "voyage" aux États-Unis                                                           |                                                         |        |                   |             |          |                     | |
| 23 | Antonio Inoki (2) & Kintaro Ohki (4)                    | 1      | 3 février 1969    | 121 jours   | 2        | Sapporo, Japon      | Battent Tom Jones & Buster Royd                                                                                          |
| Vacant le 3 juillet 1969 afin que Ohki pourrait avoir une chance pour devenir All Asia Heavyweight Championship                             |                                                         |        |                   |             |          |                     | |
| 24 | Antonio Inoki (3) et Michiaki Yoshimura (8)             | 2      | 9 août 1969       | 62 jours    | 3        | Nagoya, Japon       | Battent Crusher Lisowski & Al Mahilik                                                                                    |
| Vacant le 10 octobre 1969 à Yamagata, Japon après un match controversé contre Mr. Atomic & Buddy Austin                                     |                                                         |        |                   |             |          |                     | |
| 25 | Antonio Inoki (4) et Michiaki Yoshimura (9)             | 3      | 30 octobre 1969   | ~ 760 jours | 15       | Gifu, Japon         | Battent Mr. Atomic & Buddy Austin dans un match de revanche                                                              |
| Vacant en décembre 1971, en raison du départ de Inoki                                                                                       |                                                         |        |                   |             |          |                     | |
| 26 | Seiji Sakaguchi et Michiaki Yoshimura (10)              | 1      | 12 décembre 1971  | 414 jours   | 9        | Tokyo, Japon        | Battent Dory Funk Jr. & Dick Murdoch                                                                                     |
| Vacant le 30 janvier 1973, en raison de la retraite de Yoshimura                                                                            |                                                         |        |                   |             |          |                     | |
| 27 | The Great Kojika et Gentetsu Matsuoka                   | 1      | 3 mars 1973       | 48 jours    | 1        | Osaka, Japon        | Battent Killer Karl Krupp & Kurt Von Steiger                                                                             |
| Le titre a été abandonné le 20 avril 1973 en raison de la fermeture de la JWA                                                               |                                                         |        |                   |             |          |                     | |
| 28 | The Great Kojika (2) et Motoshi Okuma                   | 1      | 26 mars 1976      | 190 jours   | 3        | Seoul, Corée du Sud | Battent deux coréens pour relancer le titre en AJPW                                                                      |
| 29 | Jerry Oates et Ted Oates                                | 1      | 2 octobre 1976    | 19 jours    | 0        | Tokyo, Japon        | |
| 30 | Samson Kutsuwada et Akihisa Takachiho                   | 1      | 21 octobre 1976   | 239 jours   | 2        | Fukushima, Japon    | |
| 31 | The Great Kojika (3) et Motoshi Okuma                   | 2      | 16 juin 1977      | 143 jours   | 2        | Tokyo, Japon        | |
| 32 | Animal Hamaguchi et Mighty Inoue                        | 1      | 6 novembre 1977   | 108 jours   | 4        | Tokyo, Japon        | |
| 33 | The Great Kojika (4) et Motoshi Okuma                   | 3      | 22 février 1978   | ——          | 0        | Gifu, Japon         | |
| Vacant pour cause d'inactivité |                                                         |        |                   |             |          |                     | |
| 34 | The Great Kojika (5) et Motoshi Okuma                   | 4      | 31 mai 1979       | 723 jours   | 6        | Noshiro, Japon      | Battent Butch Miller & Sweet Williams                                                                                    |
| 35 | David Von Erich et Kevin Von Erich                      | 1      | 23 mai 1981       | 19 jours    | 0        | Tokyo, Japon        | |
| 36 | Takashi Ishikawa et Akio Sato                           | 1      | 11 juin 1981      | ~ 569 jours | 5        | Tokyo, Japon        | |
| Vacant en janvier 1983 en raison d'une blessure de Sato                                                                                     |                                                         |        |                   |             |          |                     | |
| 37 | Ashura Hara et Mighty Inoue (2)                         | 1      | 23 février 1983   | ~ 342 jours | 7        | Takaishi, Japon     | Battent The Great Kojika & Motoshi Okuma                                                                                 |
| Vacant en février 1984 afin que Inoue puisse se concentrer sur le NWA International Junior Heavyweight Championship                         |                                                         |        |                   |             |          |                     | |
| 38 | Ashura Hara (2) et Takashi Ishikawa (2)                 | 1      | 16 février 1984   | 249 jours   | 2        | Nagasaki, Japon     | Battent Thomas Ivey & Jerry Morrow                                                                                       |
| Vacant le 22 octobre 1984 |                                                         |        |                   |             |          |                     | |
| 39 | Takashi Ishikawa (3) et Akio Sato (2)                   | 2      | 15 avril 1985     | 94 jours    | 0        | Nagasaki, Japon     | Battent Animal Hamaguchi & Masanobu Kurisu                                                                               |
| 40 | Animal Hamaguchi (2) et Isamu Teranishi                 | 1      | 18 juillet 1985   | ——          | 0        | Tokyo, Japon        | |
| 41 | Norio Honaga et Isamu Teranishi                         | 1      | 1985              | ——          | 1        | ————————            | Honaga remplace Hamaguchi pour cause de blessure                                                                         |
| 42 | Mighty Inoue (3) et Takashi Ishikawa (4)                | 1      | 31 octobre 1985   | 364 jours   | 2        | Tsuruoka, Japon     | |
| 43 | Ashura Hara (3) et Super Strong Machine                 | 1      | 30 octobre 1986   | ——          | 0        | Aomori, Japon       | |
| Vacant en 1987 en raison du départ de Super Strong Machine                                                                                  |                                                         |        |                   |             |          |                     | |
| 44 | Mighty Inoue (4) et Takashi Ishikawa (5)                | 2      | 30 juillet 1987   | 223 jours   | 3        | Tokyo, Japon        | Battent Masanobu Kurisu & Isamu Teranishi dans une finale de tournoi                                                     |
| 45 | Samson Fuyuki et Toshiaki Kawada                        | 1      | 9 mars 1988       | 184 jours   | 2        | Yokohama, Japon     | |
| 46 | Shinichi Nakano et Shunji Takano                        | 1      | 9 septembre 1988  | 6 jours     | 0        | Chiba, Japon        | |
| 47 | Samson Fuyuki et Toshiaki Kawada                        | 2      | 15 septembre 1988 | 265 jours   | 3        | Tokyo, Japon        | |
| 48 | Doug Furnas et Dan Kroffat                              | 1      | 5 juin 1989       | 137 jours   | 2        | Tokyo, Japon        | |
| 49 | Samson Fuyuki et Toshiaki Kawada                        | 3      | 20 octobre 1989   | 134 jours   | 1        | Nagoya, Japon       | |
| 50 | Doug Furnas et Dan Kroffat                              | 2      | 2 mars 1990       | 38 jours    | 1        | Nagoya, Japon       | |
| 51 | Kenta Kobashi et Tiger Mask II                          | 1      | 9 avril 1990      | 38 jours    | 3        | Okayama, Japon      | Le 14 mai 1990, Tiger Mask II enlève son masque et est devenu connu par son vrai nom, Mitsuharu Misawa                   |
| Vacant le 17 mai 1990 afin que Misawa puissent se concentrer sur sa carrière solo                                                           |                                                         |        |                   |             |          |                     | |
| 52 | Shinichi Nakano (2) & Akira Taue                        | 1      | 5 juin 1990       | ~ 20 jours  | 0        | Chiba, Japon        | Battent Davey Boy Smith & Johnny Smith                                                                                   |
| Vacant en juillet 1990 en raison du départ de Nakano                                                                                        |                                                         |        |                   |             |          |                     | |
| 53 | Johnny Ace et Kenta Kobashi (2)                         | 1      | 7 septembre 1990  | ——          | 2        | Fukui, Japon        | Battent Bobby Fulton & Tommy Rogers                                                                                      |
| Vacant en raison d'une blessure de Ace |                                                         |        |                   |             |          |                     | |
| 54 | The Dynamite Kid et Johnny Smith (The British Bruisers) | 1      | 6 avril 1991      | 14 jours    | 0        | Osaka, Japon        | Battent Tsuyoshi Kikuchi & Kenta Kobashi.                                                                                |
| 55 | Doug Furnas et Dan Kroffat                              | 3      | 20 avril 1991     | 79 jours    | 2        | Tokyo, Japon        | |
| 56 | Johnny Ace (2) et Kenta Kobashi (3)                     | 2      | 8 juillet 1991    | 10 jours    | 3        | Osaka, Japon        | |
| 57 | Billy Black et Joel Deaton                              | 1      | 18 juillet 1991   | 8 jours     | 0        | Tokyo, Japon        | |
| 58 | Doug Furnas et Dan Kroffat                              | 4      | 26 juillet 1991   | 334 jours   | 4        | Matsudo, Japon      | |
| 59 | Tsuyoshi Kikuchi et Kenta Kobashi (4)                   | 1      | 25 mai 1992       | 373 jours   | 3        | Sendai, Japon       | |
| 60 | The Eagle et The Patriot                                | 1      | 2 juin 1993       | 99 jours    | 0        | Koyama, Japon       | |
| 61 | Doug Furnas et Dan Kroffat                              | 5      | 9 septembre 1993  | 452 jours   | 4        | Saitama, Japon      | |
| Vacant 5 décembre 1994, pour que Furnas & Kroffat se concentrent sur les World Tag Team Championship                                        |                                                         |        |                   |             |          |                     | |
| 62 | Jun Akiyama et Takao Ōmori                              | 1      | 29 janvier 1995   | 1076 jours  | 12       | Tokyo, Japon        | Battent Bobby Fulton & Tommy Rogers dans un finale de tournoi                                                            |
| 63 | Wolf Hawkfield et Johnny Smith (2)                      | 1      | 9 janvier 1998    | 273 jours   | 4        | Kagoshima, Japon    | |
| 64 | Tamon Honda et Jun Izumida                              | 1      | 6 octobre 1998    | 130 jours   | 4        | Niigata, Japon      | |
| 65 | Hayabusa et Jinsei Shinzaki                             | 1      | 13 février 1999   | 111 jours   | 4        | Tokyo, Japon        | |
| 66 | Takao Ōmori (2) et Yoshihiro Takayama (NO FEAR)         | 1      | 4 juin 1999       | 182 jours   | 0        | Sapporo, Japon      | |
| 67 | Mitsuharu Misawa (2) et Yoshinari Ogawa                 | 1      | 25 août 1999      | 0 jour      | 0        | Hiroshima, Japon    | |
| Vacant le 25 août 1999 à Hiroshima, Japon afin que les autres lutteurs pourrait détenir le titre                                            |                                                         |        |                   |             |          |                     | |
| 68 | Tamon Honda (2) & Masao Inoue                           | 1      | 25 octobre 1999   | 235 jours   | 3        | Nagaoka, Japon      | Battent Maunakea Mossman & Johnny Smith dans une finale de tournoi à October Giant Series tour                           |
| Vacant le 16 juin 2000 en raison de Honda & Inoue et plusieurs lutteurs en laissant AJPW pour former Pro Wrestling Noah                     |                                                         |        |                   |             |          |                     | |
| 69 | Masahito Kakihara & Mitsuya Nagai                       | 1      | 8 juin 2001       | ~ 23 jours  | 0        | Tokyo, Japon        | Battent Shinya Makabe & Yuji Nagata à Super Power Series tour                                                            |
| Vacant en août 2001, en raison d'une blessure au genou de Kakihara                                                                          |                                                         |        |                   |             |          |                     | |
| 70 | Arashi & Koki Kitahara                                  | 1      | 8 septembre 2001  | 128 jours   | 2        | Tokyo, Japon        | Battent Shigeo Okumura & Nobutaka Araya à Summer Action Series II tour.                                                  |
| Vacant le 14 janvier 2002 à Yokohama, Japon après avoir perdu un match sans les titres contre Yoji Anjo & Genichiro Tenryu                  |                                                         |        |                   |             |          |                     | |
| 71 | Arashi (2) & Nobutaka Araya                             | 1      | 13 avril 2003     | 68 jours    | 3        | Tokyo, Japon        | Battent Mitsuya Nagai & Shigeo Okumura à Grand Champion Carnival                                                         |
| Vacant le 20 juin 2003 en raison de Arashi qui a gagné le World Tag Team Championship le 8 juin 2003                                        |                                                         |        |                   |             |          |                     | |
| 72 | Kohei Sato & Hirotaka Yokoi                             | 1      | 19 juin 2003      | 113 jours   | 3        | Tokyo, Japon        | Battent Tomoaki Honma & Kazushi Miyamoto dans une final de tournoi à Summer Action Series tour                           |
| 73 | Kintaro Kanemura & Tetsuhiro Kuroda                     | 1      | 10 octobre 2003   | 65 jours    | 0        | Tokyo, Japon        | Ils l'ont remporté le titre à la Pro Wrestling ZERO-ONE Evolution tour                                                   |
| Vacant le 14 décembre 2003, en raison d'une maladie de Kanemura                                                                             |                                                         |        |                   |             |          |                     | |
| 74 | Mr. Gannosuke & Tetsuhiro Kuroda (2)                    | 1      | 25 décembre 2003  | 8 jours     | 0        | Tokyo, Japon        | Battent Jun Kasai & Tengu Kaiser à ZERO-ONE's Rebel Z tour                                                               |
| 75 | The Great Kosuke & Shiryu                               | 1      | 2 janvier 2004    | 140 jours   | 4        | Tokyo, Japon        | Gagne le titre à the New Year Giant Series tour.                                                                         |
| 76 | Masanobu Fuchi & Genichiro Tenryu                       | 1      | 22 mai 2004       | 165 jours   | 3        | Tokyo, Japon        | Gagne le titre à Rise Up tour                                                                                            |
| 77 | Mitsuya Nagai (2) & Masayuki Naruse                     | 1      | 3 novembre 2004   | 91 jours    | 2        | Tokyo, Japon        | Gagne le titre à New Japan Pro Wrestling's Chrono Stream Masahiro Chono 20th Anniversary                                 |
| 78 | Buchanan & Rico                                         | 1      | 2 février 2005    | 114 jours   | 0        | Tokyo, Japon        | Gagne le titre à Excite Series tour                                                                                      |
| Vacant le 27 mai 2005 en raison de la retraite de Rico                                                                                      |                                                         |        |                   |             |          |                     | |
| 79 | Shuji Kondo & "Brother" Yasshi                          | 1      | 19 juin 2005      | 7 jours     | 1        | Tokyo, Japon        | Battent Tomoaki Honma & Katsuhiko Nakajima dans une finale de tournoi the Crossovertour.                                 |
| 80 | Katsuhiko Nakajima & Kensuke Sasaki                     | 1      | 26 juin 2005      | 490 jours   | 4        | Tokyo, Japon        | Gagne le titre à Summer Action Series tour                                                                               |
| Vacant le 29 octobre 2006 en raison d'une blessure de Sasaki                                                                                |                                                         |        |                   |             |          |                     | |
| 81 | Minoru Suzuki & Nosawa Rongai                           | 1      | 3 janvier 2009    | 263 jours   | 2        | Tokyo, Japon        | Gagne les titres the New Year Shining Series tour en battant Osamu Nishimura & Masanobu Fuchi dans une finale de tournoi |
| 82 | Akebono & Ryota Hama (S.M.O.P.)                         | 1      | 23 septembre 2009 | 219 jours   | 3        | Tokyo, Japon        | Gagne les titres à Flashing tour                                                                                         |
| 83 | TARU & Big Daddy Voodoo (Voodoo Murders)                | 1      | 29 avril 2010     | 222 jours   | 1        | Tokyo, Japon        | Gagne les titres à 2010 GROWIN’UP tour                                                                                   |
| 84 | Manabu Soya & Seiya Sanada                              | 1      | 29 août 2010      | 205 jours   | 2        | Tokyo, Japon        | |
| 85 | Daisuke Sekimoto & Yuji Okabayashi                      | 1      | 21 mars 2011      | 90 jours    | 2        | Tokyo, Japon        | |
| 86 | Manabu Soya & Seiya Sanada                              | 2      | 19 juin 2011      | 126 jours   | 1        | Tokyo, Japon        | |
| 87 | Daisuke Sekimoto et Yuji Okabayashi                     | 2      | 23 octobre 2011   | 252 jours   | 6        | Tokyo, Japon        | |
| 88 | Akebono et Ryota Hama (S.M.O.P.)                        | 2      | 1er juillet 2012  | 65 jours    | 1        | Tokyo, Japon        | |
| Vacant le 4 septembre 2012 en raison de Akebono qui a été mise à l'écart a cause d'une pneumonie                                            |                                                         |        |                   |             |          |                     | |
| 89 | Koji Kanemoto et Minoru Tanaka                          | 1      | 21 octobre 2012   | 97 jours    | 2        | Aichi, Japon        | Battent Kazushi Miyamoto & Tomoaki Honma dans une finale de tournoi pour le titre Vacant                                 |
| 90 | Hikaru Sato & Hiroshi Yamato                            | 1      | 26 janvier 2013   | 15 jours    | 0        | Tokyo, Japon        | |
| 91 | Koji Kanemoto et Minoru Tanaka                          | 2      | 10 février 2013   | 74 jours    | 1        | Fukuoka, Japon      | |
| 92 | Atsushi Aoki et Kotaro Suzuki                           | 1      | 25 avril 2013     | 284 jours   | 4        | Nagoya, Japon       | |
| 93 | Jun Akiyama (2) et Yoshinobu Kanemaru                   | 1      | 26 janvier 2014   | 93 jours    | 3        | Kobe, Japon         | |
| 94 | Keisuke Ishii et Shigehiro Irie                         | 1      | 29 avril 2014     | 109 jours   | 4        | Tokyo, Japon        | Ce match a eu lieu a l'événement Dramatic Drean Team                                                                     |
| 95 | Kotaro Suzuki (2) et Kento Miyahara                     | 1      | 16 août 2014      | 140 jours   | 1        | Tokyo, Japon        | |
| 96 | Mitsuya Nagai (3) et Takeshi Minamino                   | 1      | 3 janvier 2015    | 78 jours    | 1        | Tokyo, Japon        | |
| 97 | Último Dragón et Yoshinobu Kanemaru (2)                 | 1      | 22 mars 2015      | 206 jours   | 0        | Fukuoka, Japon      | |
| Vacant le 16 décembre 2015 n raison de la perte de Isami Kodaka et Yuko Miyamoto dans le match d'ouverture de 2015 Jr. Tag Battle of Glory. |                                                         |        |                   |             |          |                     | |
| 98 | Isami Kodaka et Yuko Miyamoto (1)                       | 1      | 15 novembre 2015  | 252 jours   | 7        | Tokyo, Japon        | |
| 99 | Atsushi Aoki et Hikaru Sato                             | 1      | 24 juillet 2016   | 126 jours   | 4        | Tokyo               | |
| 100 | Atsushi Onita (en) et Masanobu Suchi (ja)               | 1      | 27 novembre 2016  | 205 jours   | 1        | Tokyo               | |
| 101 | Atsushi Aoki et Hikaru Sato                             | 2      | 20 juin 2017      | 68 jours    | 2        | Hokkaido            | |
| 102 | Black Tiger VII et Taka Michinoku                       | 1      | 27 août 2017      | 34 jours    | 0        | Tokyo               | |
| 103 | Naoya Nomura et Yuma Aoyagi                             | 1      | 30 septembre 2017 | 119 jours   | 4        | Gunma               | |
| Vacant le 27 janvier à la suite d'une blessure d'Aoyagi                                                                                     |                                                         |        |                   |             |          |                     | |
| 104 | Jun Akiyama et Yūji Nagata                              | 1      | 3 février 2018    | 176 jours   | 2        | Kanagawa            | |
| 105 | Naoya Nomura et Yuma Aoyagi                             | 2      | 29 juillet 2018   | 211 jours   | 3        | Osaka               | |
| Nomura et Aoyagi abandonnent les titres le 25 février 2019                                                                                  |                                                         |        |                   |             |          |                     | |
| 106 | Jake Lee et Koji Iwamoto                                | 1      | 21 mars 2019      | 45 jours    | 0        | Nagoya              | |
| 107 | Ryuichi Kawakami (en) et Kazumi Kikuta (en)             | 1      | 5 mai 2019        | 44 jours    | 1        | Kanagawa            | |
| 108 | Jake Lee et Koji Iwamoto                                | 2      | 18 juin 2019      | 279 jours   | 4        | Tokyo               | |
| 109 | Isami Kodaka et Yuko Miyamoto (en)                      | 2      | 23 mars 2020      | 145 jours   | 3        | Tokyo               | |
| 110 | ZEUS et Izanagi (en)                                    | 1      | 15 août 2020      | 388 jours   | 6        | Tokyo               | |
| 111 | T-Hawk et El Lindaman (en)                              | 1      | 7 septembre 2021  | 117 jours   | 2        | Tokyo               | |
| 112 | Hokuto Omori et Yusuke Kodama                           | 1      | 2 janvier 2022    | 162 jours   | 6        | Tokyo               | |
| 113 | Minoru et Toshizo (en)                                  | 1      | 14 juillet 2022   | 66 jours    | 2        | Tokyo               | |
| 114 | Hikaru Sato et Dan Tamura (en)                          | 1      | 18 septembre 2022 | 42 jours    | 1        | Tokyo               | |
| 115 | Yoshitatsu et TAJIRI                                    | 1      | 30 octobre 2022   | 28 jours    | 1        | Tokyo               | |
| 116 | Yusuke Kodama et O Hanabatakemasa (en)                  | 1      | 27 novembre 2022  | 10 jours    | 0        | Kanagawa            | |
| 117 | Takao Omori et Masao Inoue (en)                         | 1      | 7 décembre 2022   | 27 jours    | 0        | Tokyo               | |
| 118 | Nosawa Rongai et Kendo Kashin                           | 1      | 3 janvier 2023    | 32 jours    | 0        | Tokyo               | |
| 119 | Atsushi Onita (en) Yoshi Tatsu                          | 1      | 4 février 2023    | 226 jours   | 5        | Tokyo               | |
| 120 | Jun Akiyama et Kotarō Suzuki                            | 1      | 18 septembre 2023 | 45 jours    | 1        | Nagoya              | |
| 121 | Yukio Sakaguchi et Hideki Okatani (en)                  | 1      | 3 novembre 2023   | 497+ jours  | 0        | Tokyo               | |

## Règnes Combinés

### En Solo
| Rang | Champion           | Règne | Jours Combinés |
| ---- | ------------------ | ----- | -------------- |
| 1.   | Michiaki Yoshimura | 10    | 1 992          |
| 2.   | Toyonobori         | 7     | 1 606          |
| 3.   | Takashi Ishikawa   | 5     | 1 499          |
| 4.   | Jun Akiyama        | 2     | 1 169          |
| 5.   | Takao Ōmori        | 2     | 1 158          |
| 6.   | Antonio Inoki      | 4     | 1 132          |
| 7.   | Rikidōzan          | 4     | 1 123          |
| 8.   | The Great Kojika   | 4     | 1 104          |
| 9.   | Motoshi Okuma      | 3     | 1 056          |
| 10.  | Mighty Inoue       | 4     | 1 038          |
| 11.  | Doug Furnas        | 5     | 1 009          |
| 11.  | Dan Kroffat        | 5     | 1 009          |
| 13.  | Giant Baba         | 3     | 671            |
| 14.  | Akio Sato          | 2     | 663            |
| 15.  | Kenta Kobashi      | 4     | 632            |
| 16.  | Kintaro Ohki       | 4     | 628            |
| 17.  | Ashura Hara        | 2     | 592            |
| 18.  | Samson Fuyuki      | 3     | 580            |
| 18.  | Toshiaki Kawada    | 3     | 580            |
| 20.  | Arashi             | 2     | 561            |
| 21.  | Katsuhiko Nakajima | 1     | 460            |
| 21.  | Kensuke Sasaki     | 1     | 460            |
| 23.  | Nobutaka Araya     | 1     | 433            |
| 24.  | Kotaro Suzuki      | 2     | 416            |
| 25.  | Seiji Sakaguchi    | 1     | 415            |
| 26.  | Tsuyoshi Kikuchi   | 1     | 373            |
| 27.  | Daisuke Sekimoto   | 2     | 342            |
| 27.  | Yuji Okabayashi    | 2     | 342            |
| 29.  | Manabu Soya        | 2     | 330            |
| 29.  | Seiya Sanada       | 2     | 330            |
| 31.  | Johnny Smith       | 2     | 284            |
| 32.  | Akebono            | 2     | 283            |
| 32.  | Ryota Hama         | 2     | 283            |
| 34.  | Atsushi Aoki       | 2     | 276            |
| 35.  | Wolf Hawkfield     | 1     | 270            |
| 36.  | Minoru Suzuki      | 1     | 263            |
| 36.  | Nosawa Rongai      | 1     | 263            |
| 38.  | Samson Kutsuwada   | 1     | 238            |
| 38.  | Akihisa Takachiho  | 1     | 238            |
| 40.  | Mitsuya Nagai      | 3     | 223            |
| 41.  | Johnny Ace         | 2     | 221            |
| 42.  | Yoshinobu Kanemaru | 2     | 299            |
| 43.  | Koji Kanemoto      | 2     | 171            |
| 43.  | Minoru Tanaka      | 2     | 171            |
| 45.  | Masanobu Fuchi     | 1     | 165            |
| 45.  | Genichiro Tenryu   | 1     | 165            |
| 47.  | The Great Kosuke   | 1     | 141            |
| 47.  | Shiryu             | 1     | 141            |
| 49.  | Kento Miyahara     | 1     | 140            |
| 50.  | Tamon Honda        | 1     | 130            |
| 50.  | Jun Izumida        | 1     | 130            |
| 52.  | Koki Kitahara      | 1     | 128            |
| 53.  | Taru               | 1     | 122            |
| 53.  | Big Daddy Voodoo   | 1     | 122            |
| 55.  | Buchanan           | 1     | 114            |
| 55.  | Rico               | 1     | 114            |
| 57.  | Hayabusa           | 1     | 111            |
| 57.  | Jinsei Shinzaki    | 1     | 111            |
| 59.  | Keisuke Ishii      | 1     | 109            |
| 59.  | Shigehiro Irie     | 1     | 109            |
| 61.  | Animal Hamaguchi   | 1     | 108            |
| 62.  | Último Dragón      | 1     | 206            |
| 63.  | Takeshi Minamino   | 1     | 78             |
| 63.  | Isami Kodaka       | 1     | 3 407 +        |
| 64.  | Yuko Miyamoto      | 1     | 3 407 +        |

### En équipe
| Rang | Equipe                               | Règne | Jours Combiné |
| ---- | ------------------------------------ | ----- | ------------- |
| 1.   | Rikidōzan & Toyonobori               | 4     | 1 123         |
| 2.   | Jun Akiyama & Takao Ōmori            | 1     | 1 076         |
| 3.   | The Great Kojika & Motoshi Okuma     | 3     | 1 056         |
| 4.   | Doug Furnas & Dan Kroffat            | 5     | 1 009         |
| 5.   | Antonio Inoki & Michiaki Yoshimura   | 3     | 982           |
| 6.   | Takashi Ishikawa & Akio Sato         | 2     | 663           |
| 7.   | Mighty Inoue & Takashi Ishikawa      | 2     | 587           |
| 8.   | Samson Fuyuki & Toshiaki Kawada      | 3     | 580           |
| 9.   | Giant Baba & Toyonobori              | 2     | 544           |
| 10.  | Kintaro Ohki & Michiaki Yoshimura    | 3     | 478           |
| 11.  | Katsuhiko Nakajima & Kensuke Sasaki  | 1     | 460           |
| 12.  | Arashi & Nobutaka Araya              | 1     | 433           |
| 13.  | Seiji Sakaguchi & Michiaki Yoshimura | 1     | 415           |
| 14.  | Tsuyoshi Kikuchi & Kenta Kobashi     | 1     | 373           |
| 15.  | Ashura Hara & Mighty Inoue           | 1     | 343           |
| 16.  | Daisuke Sekimoto & Yuji Okabayashi   | 2     | 342           |
| 17.  | Manabu Soya & Seiya Sanada           | 2     | 330           |
| 18.  | Akebono & Ryota Hama                 | 2     | 283           |
| 19.  | Atsushi Aoki & Kotaro Suzuki         | 1     | 276           |
| 20.  | Wolf Hawkfield & Johnny Smith        | 1     | 270           |
| 21.  | Minoru Suzuki & Nosawa Rongai        | 1     | 263           |
| 22.  | Ashura Hara & Takashi Ishikawa       | 1     | 249           |
| 23.  | Samson Kutsuwada & Akihisa Takachiho | 1     | 238           |
| 24.  | Johnny Ace & Kenta Kobashi           | 2     | 221           |
| 25.  | Koji Kanemoto & Minoru Tanaka        | 2     | 171           |
| 26.  | Masanobu Fuchi & Genichiro Tenryu    | 1     | 165           |
| 27.  | Antonio Inoki & Kintaro Ohki         | 1     | 150           |
| 28.  | The Great Kosuke & Shiryu            | 1     | 141           |
| 29.  | Kento Miyahara & Kotaro Suzuki       | 1     | 140           |
| 30.  | Tamon Honda & Jun Izumida            | 1     | 130           |
| 31.  | Arashi & Koki Kitahara               | 1     | 128           |
| 32.  | Giant Baba & Michiaki Yoshimura      | 1     | 127           |
| 33.  | Taru & Big Daddy Voodoo              | 1     | 122           |
| 34.  | Buchanan & Rico                      | 1     | 114           |
| 35.  | Hayabusa & Jinsei Shinzaki           | 1     | 111           |
| 36.  | Keisuke Ishii & Shigehiro Irie       | 1     | 109           |
| 37.  | Animal Hamaguchi & Mighty Inoue      | 1     | 108           |
| 38.  | Último Dragón & Yoshinobu Kanemaru   | 1     | 206           |
| 39.  | The Eagle & The Patriot              | 1     | 99            |
| 40.  | Jun Akiyama & Yoshinobu Kanemaru     | 1     | 93            |
| 41.  | Mitsuya Nagai & Masayuki Naruse      | 1     | 91            |
| 42.  | Isami Kodaka & Yuko Miyamoto         | 1     | 3 407 +       |
| 43.  | Toyonobori & Michiaki Yoshimura      | 1     | 84            |
| 44.  | Kohei Sato & Hirotaka Yokoi          | 1     | 83            |
| 45.  | Takao Ōmori & Yoshihiro Takayama     | 1     | 82            |
| 46.  | Mitsuya Nagai & Takeshi Minamino     | 1     | 78            |
| 47.  | Kintaro Kanemura & Tetsuhiro Kuroda  | 1     | 65            |
| 48.  | Masahito Kakihara & Mitsuya Nagai    | 1     | 54            |
| 49.  | The Great Kojika & Gentetsu Matsuoka | 1     | 48            |
| 50.  | The Destroyer & Billy Red Lyons      | 1     | 42            |
| 51.  | Kenta Kobashi & Tiger Mask           | 1     | 38            |
| 52.  | Shuji Kondo & "Brother" Yasshi       | 1     | 37            |
| 53.  | Hiro Matsuda & Michiaki Yoshimura    | 1     | 30            |
| 54.  | Buddy Austin & Mike Sharpe           | 1     | 27            |
| 55.  | Shinichi Nakano & Akira Taue         | 1     | 26            |
| 56.  | Klondike Bill & Skull Murphy         | 1     | 22            |
| 57.  | Jerry Oates & Ted Oates              | 1     | 19            |
| 58.  | David Von Erich & Kerry Von Erich    | 1     | 19            |
| 59.  | Caripus Hurricane & Gene Kiniski     | 1     | 15            |
| 60.  | Hikaru Sato & Hiroshi Yamato         | 1     | 15            |
| 61.  | Dynamite Kid & Johnny Smith          | 1     | 14            |
| 62.  | Luther Lindsay & Ricky Waldo         | 1     | 12            |
| 63.  | Billy Black & Joel Deaton            | 1     | 8             |
| 64.  | Mr. Gannosuke & Tetsuhiro Kuroda     | 1     | 8             |
| 65.  | Shinichi Nakano & Shunji Takano      | 1     | 6             |
| 66.  | Dan Miller & Frank Valois            | 1     | 5             |
| 67.  | Eddie Graham & Killer Karl Kox       | 1     | 4             |
| 68.  | Joe Carrolo & Killer Karl Kox        | 1     | 2             |
| 69.  | Mitsuharu Misawa & Yoshinari Ogawa   | 1     | <1            |